# Турбулентность (фильм)
«Турбулентность» (англ. Turbulence) — фильм-триллер режиссёра Роберта Батлера, вышедший 1 января 1997 года на студии «Metro-Goldwyn-Mayer». Главные роли сыграли Рэй Лиотта и Лорен Холли.

## Описание сюжета

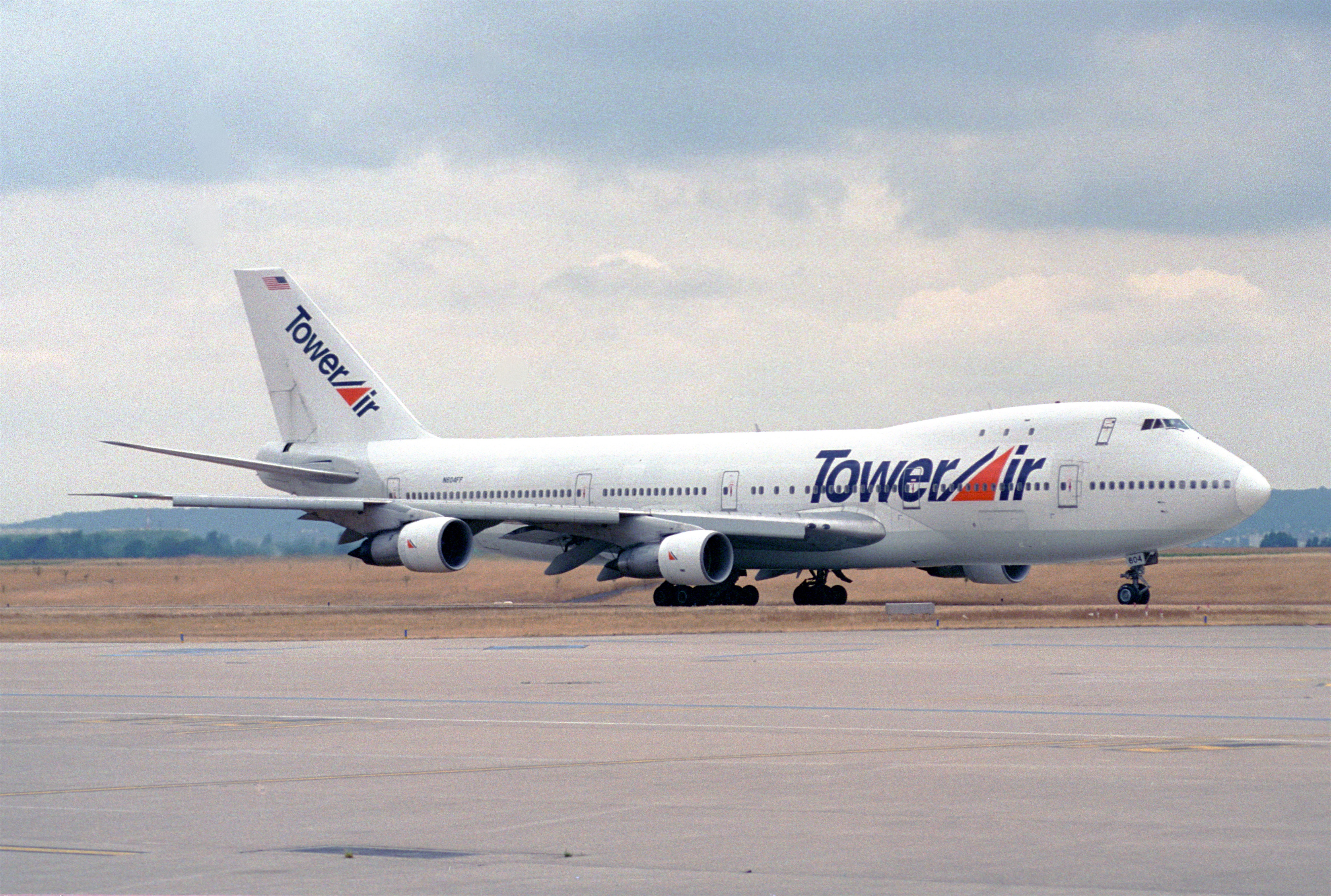
Boeing 747-121 а/к Tower Air борт N604FF, показанный в фильме (в фильме также снялся ещё один самолёт Tower Air (в роли самолёта «TCA») — Boeing 747-238B борт N614FF)

Стюардесса Терри Халлоран готовится отмечать Рождество в одиночестве. Тем временем, группа захвата полиции Нью-Йорка арестовывает Райана Уивера. Торжествующий лейтенант полиции Лос-Анджелеса Альдо Хайнс опознаёт в нём маньяка по кличке «Душитель одиноких сердец» (англ. Lonely Hearts Strangler), убившего 5 женщин; Уивер в ответ обвиняет Хайнса в том, что он подбросил ему улики. Уивера и другого опасного заключённого (Стаббса) перевозят в Лос-Анджелес на борту авиалайнера Boeing 747-200 авиакомпании «Trans Continental Airlines (TCA)» (выполняющего коммерческий рейс T-47) в сопровождении четырёх воздушных маршалов. Ввиду приближающегося Рождества на борту самолёта находятся всего лишь 11 пассажиров и 6 членов экипажа (2 пилота и 4 бортпроводника).
Во время полёта Уивер уговаривает маршалов отпустить Стаббса в туалет, где Стаббс разбирает вентиль и наносит штырём страшный удар в грудь маршала, завладевает его пистолетом и пристреливает другого маршала, другая пуля пробивает борт, вызывая разгерметизацию. В схватке с третьим маршалом шальная пуля попадает в спину выскочившему из кабины пилоту. Получив указания с земли восстановить давление в салоне, второй пилот отстёгивает ремни, но в этот момент вираж самолёта бросает его на пульт, выводя пилота из строя. Терри затыкает дыру портфелем, но в этот момент Стаббс захватывает её в заложники, прикрываясь её телом от последнего уцелевшего маршала. Уивер, показывая здравомыслие уговаривает маршала опустить пистолет. Стаббс хватает безоружного маршала и, не взирая на уговоры, требует от него открыть люк, собираясь выкинуть его с самолёта. Уивер стреляет в Стаббса, пули выпущенные Стаббсом скашивают последнего маршала. 
Терри, добравшись до кабины экипажа, обнаруживает, что самолётом никто не управляет; сам же лайнер летит прямо в грозовой фронт, сопровождаемый сильной турбулентностью. Поведение Уивера становится агрессивным — он добивает выжившего второго пилота, убивает стюардессу Мэгги и запирает двух бортпроводников (Карла и Бетти) и оставшихся пятерых пассажиров в отсеке отдыха экипажа. Затем он связывается с лейтенантом Хайнсом и угрожает разбить самолёт во избежание своего ареста.
Терри также связывается с землёй, сообщает лейтенанту Хайнсу об Уивере и пытается управлять самолётом с помощью автопилота; в этом ей помогает Сэмюэл Боуэн, командир другого Boeing 747 (авиакомпании Tower Air). Уивер выманивает Терри из кабины экипажа. Терри обнаруживает в салоне тело стюардессы Мэгги и кошмарную сцену, устроенную преступником. Уивер заявляет Терри, что все остальные пассажиры также убиты, и признаётся ей, что он и есть тот самый «Душитель одиноких сердец», но по-прежнему настаивает, что улики ему подбросили. Терри спасается бегством от Уивера, в то время как лайнер летит сквозь грозовой фронт. Стюардессе удаётся ослепить маньяка пеной из огнетушителя и оглушить его. Она снова запирается в кабине.
Уивер накачивается алкоголем и ещё больше бесчинствует. Он разводит костёр у входа в кабину экипажа и выкуривает Терри дымом; до этого она случайно находит револьвер, который командир экипажа ранее изъял у одного из маршалов. Ей удаётся столкнуть Уивера с лестницы и зажать ему ногу люком отсека авионики. Однако маньяк вновь освобождается, проникает в отсек и разбивает вдребезги автопилот. Снижающийся лайнер таранит сначала ресторан на крыше отеля, и затем многоэтажную парковку, где за одну из его задних стоек шасси зацепляется автомобиль. Уивер высаживает дверь кабины экипажа пожарным топором, Терри удаётся повредить маньяку руку. Она обрушивает на маньяка дверь, выбегает из кабины, заряжает револьвер найденным на полу патроном и пускает пулю в лоб преступника.
В кризисном штабе в аэропорту Лос-Анджелеса после колебаний отдают приказ сбить Boeing 747, так как неуправляемый лайнер упадёт прямо на город. Терри напрямую обращается к пилоту истребителя F-14, умоляя его не сбивать самолёт и настаивая, что она сможет его посадить. Пилот истребителя в нарушение приказа не сбивает лайнер а виртуозно разбивает очередью зацепившийся за стойку шасси автомобиль. Терри при помощи указаний командира Боуэна успешно сажает самолёт в аэропорту Лос-Анджелеса, полиция освобождает запертых заложников. Терри уходит вместе с Боуэном..

## В ролях
| Актёр           | Роль                                                      |
| --------------- | --------------------------------------------------------- |
| Рэй Лиотта      | Райан Уивер, преступник                                   |
| Лорен Холли     | Терри Халлоран, стюардесса                                |
| Кэтрин Хикс     | Мэгги, стюардесса                                         |
| Гектор Элизондо | Альдо Хайнс, лейтенант полиции Лос-Анджелеса              |
| Брендан Глисон  | Стаббс, преступник                                        |
| Джеффри Деманн  | Брукс, авиадиспетчер аэропорта Лос-Анджелес               |
| Рэйчел Тикотин  | Рэйчел Тэпер, авиадиспетчер аэропорта Лос-Анджелес        |
| Бен Кросс       | Сэмюэл Боуэн, командир Boeing 747 а/к Tower Air           |
| Джон Финн       | Фрэнк Синклер, агент ФБР                                  |
| Майкл Харни     | Марти Дуглас, заместитель главного воздушного маршала США |

## Критика
Выход фильма не привлёк особого внимания. Веб-сайт Rotten Tomatoes оценил фильм в 18 %, то есть в 3 свежих и 14 гнилых помидоров согласно 17 обзорам. Рейтинг достиг 3,3 из 10.